# Riama crypta
Espèce
Riama crypta est une espèce de sauriens de la famille des Gymnophthalmidae.

## Répartition
Cette espèce est endémique d'Équateur. Elle se rencontre sur le versant pacifique de la cordillère Occidentale.

## Publication originale
- Sánchez-Pacheco, Kizirian & Sales Nunes, 2011 : A New Species of Riama from Ecuador Previously Referred to as Riama hyposticta (Boulenger, 1902) (Squamata: Gymnophthalmidae). American Museum Novitates, no 3719, p. 1-15 (texte intégral).